# Artur Olech
Artur Olech   () va ser un boxejador polonès, guanyador de dues medalles olímpiques.
El 1964 va prendre part en els Jocs Olímpics d'Estiu de Tòquio, on va guanyar la medalla de plata en la categoria del pes mosca del programa de boxa. Quatre anys més tard, als Jocs de Ciutat de Mèxic, revalidà la medalla de plata en la mateixa prova.
En el seu palmarès també destaca una medalla de bronze en el Campionat d'Europa de boxa de 1969 i quatre campionats nacionals, el 1962, 1963, 1965 i 1966. Durant la seva carrera esportiva va disputar 315 combats, dels quals en va guanyar 281, en va perdre 30 i 4 foren declarats nuls.